# Almornos
Almornos é uma localidade portuguesa da freguesia de Almargem do Bispo, Pero Pinheiro e Montelavar, concelho de Sintra. 